# Russell Tovey
Russell George Tovey (* 14. listopadu 1981 Billericay, Velká Británie) je anglický herec. Je známý rolemi vlkodlaka George Sandse z televizního fantasy-hororového seriálu společnosti BBC Cena za lidskost (v anglickém originále Being Human), Rudge v divadelní i filmové verzi Šprti (The History Boys), Steva v sitcomu BBC Three Him & Her, Kevina Mathesona v původním seriálu HBO Hledání (Looking) i televizním filmu uzavírajícím tuto sérii Looking: The Movie, dále praporčíka vesmírné lodi Titanic Alonsa Frama ve třech epizodách seriálu Pán času (Doctor Who) a Henryho Knighta v televizním seriálu BBC Sherlock. Účinkoval také jako Harry Doyle v drama-thrillerové sérii Quantico televize ABC.

## Raná léta
Tovey se narodil 14. listopadu 1981 v Billericay v Essexu a vyrůstal tam. Je mladší ze dvou dětí Carole Toveyové (dříve Webbové) a George Toveyho, kteří v Romfordu provozují autobusovou dopravu a převáží cestující z Essexu na letiště Gatwick. Tovey má staršího bratra Daniela. Chodil na základní školu Harold Court School v Harold Woodu a na Shenfieldskou střední školu.
Sám o sobě uvedl, že jako chlapec „byl vášnivým sběratelem a rád se nechával nadchnout rozličnými krátkodobými aktivitami“. Rodiče se jej snažili podporovat. Určitou dobu ho bavily fosilie a vykopávky. Měl i detektor kovů a sbíral mince. Pak byl posedlý nerosty, a tak s ním navštívili i konferenci mineralogů. Nějakou dobu chtěl být učitelem dějepisu, ale po zhlédnutí filmů Společnost mrtvých básníků, Rošťáci a Stůj při mně se rozhodl být hercem. Jako náctiletý pracoval nějaký čas v hospodě Billericay's King's Head jako pomocná síla v kuchyni.

## Kariéra

### Herectví
Tovey zahájil svou kariéru už jako dětský herec. Vstoupil do místního dramatického klubu a získal si pozornost talentového agenta. Hrál od svých 11 let. Otec se bál, že zameškává příliš mnoho školy, ale matka trvala na tom, aby pokračoval v tom, co ho baví. Jeho televizní kariéra začala v roce 1994, kdy byl obsazen do dětského seriálu Mud vysílaného na CBBC.
V 16 letech opustil střední školu a zahájil studia na Barking College v oboru múzických umění. Po roce byl vyloučen za to, že odmítl roli ve školní hře ve prospěch placené herecké práce. Účinkoval v divadelních hrách pod vedením Debry Gillett, manželky režiséra Patricka Marbera. Ten ho později obsadil do hry Howard Katz v londýnském Národním divadle.

### Psaní
Tovey je také spisovatel, dramatik a scenárista. Napsal tři hry (zatím nerealizované) a jedna z jeho povídek byla publikována v ženském časopise Company. Napsal i krátký film Victor a od srpna 2010 začal hledat finanční prostředky na jeho výrobu.

## Osobní život
Tovey je gay. Během dospívání měla Toveyova rodina potíže s přijetím jeho sexuální orientace. Sám si svou orientaci připustil, když mu bylo 15 nebo 16 let, rodičům se svěřil, když mu bylo 18. Následně měl rozepři se svým otcem, když ten naznačil, že kdyby to věděl dříve, požádal by Toveyho o užívání hormonů nebo jinou léčbu, které by „problém vyřešily“. Tovey říká, že jeho rodiče měli strach z toho, že by se mohl nakazit HIV, což mohlo přispět k jejich neshodě. Narození Toveyho synovce Nathana v říjnu 2004 pomohlo jejich vztah napravit.
Zkraje roku 2016 Tovey údajně navázal vztah s hráčem ragby Stevem Brockmanem. V únoru 2018 se zasnoubili, avšak v červnu téhož roku se rozešli. V roce 2019 svůj vztah znovu obnovili.

## Filmografie

### Film
| Rok  | Titul                  | Role                 | Poznámky    |
| ---- | ---------------------- | -------------------- | ----------- |
| 2001 | Císařovy nové šaty     | Rekrut               |             |
| 2006 | Šprti                  | Peter Rudge          |             |
| 2009 | In Passing             | Henry Travers        | krátký film |
| 2012 | Grabbers               | Dr. Adam Smith       |             |
| 2012 | Piráti!                | Albínský pirát       | hlas        |
| 2012 | Tower Block            | Paul                 |             |
| 2014 | Effie Gray             | George               |             |
| 2014 | A zase ti Mupeti!      | Poslíček             |             |
| 2014 | Blackwood              | Jack                 |             |
| 2014 | Hrdost                 | Tim                  |             |
| 2014 | Moomins on the Riviera | Moomintroll          | hlas        |
| 2015 | Pan Větvík             | Pes                  | hlas        |
| 2015 | The Lady in the Van    | Mladý muž s náušnicí |             |
| 2016 | Přihrávka              | Jasone               |             |
| 2016 | Mindhorn               | Paul Melly           |             |
| 2017 | Hroch                  | Rupert Keynes        |             |
| 2019 | Dokonalá lež           | Steven               |             |